# Hefei Xinqiao International Airport
Hefei Xinqiao International Airport är en flygplats i Kina. Den ligger i Hefei i provinsen Anhui, i den östra delen av landet, omkring 33 kilometer nordväst om centrum i provinshuvudstaden Hefei